# French Exit (Film)
French Exit ist eine schwarze Komödie von Azazel Jacobs, die im Oktober 2020 als Abschlussfilm des New York Film Festivals erstmals gezeigt wurde. Der Film basiert auf dem gleichnamigen Roman von Patrick deWitt. Der Kinostart in Deutschland war am 2. September 2021.

## Handlung
Der Film beginnt mit einer Rückblende, in der Frances Price ihren Sohn Malcolm aus einem Internat abholt, um ihm zu verkünden, dass sein Vater gestorben sei.
Einst war Frances Price sehr reich und in New York sehr bekannt. Nach dem Tod ihres Mannes und der Insolvenz beschließt die Witwe, mit ihrem Sohn Malcolm nach Paris in die leerstehende Wohnung ihrer Freundin Joan zu ziehen. Sie nehmen auch Small Frank, die Katze, mit. Bei dieser handelt es sich um ihren wiedergeborenen Ehemann.
Auf der Schiffsüberfahrt nach Europa lernt Malcolm die Wahrsagerin Madeleine kennen, die einer Passagierin deren Tod vorhersagt, der dadurch kurz darauf auch eintritt. Madeleine erkennt die Verbindung der Katze Small Frank mit dem verstorbenen Ehemann Franklin Price.
In Paris angekommen, freundet Frances sich mit der Nachbarin Mme. Reynard an. Nachdem Frances versucht hat, die Katze Small Frank zu erwürgen, entflieht diese. Frances heuert den Privatdetektiv Julius an, um Madeleine aufzuspüren, die dann eine Séance abhält, in der Franklin zu ihnen spricht. In Rückblenden erfährt man vom Tode Franklins, den Frances tot auf dem Bett liegend mit der darauf sitzenden Katze auffand, allerdings erst Tage später die Polizei verständigt. Malcolm hinterfragt seine Geburt und Frances klärt auf, dass Franklin sie beide direkt danach verlassen habe.
Malcolm ruft seine Verlobte Susan an, die er in New York zurückließ. Diese ist allerdings mit ihrem vorherigen Verlobten Tom wieder zusammen. Die beiden besuchen Malcolm in der Pariser Wohnung, da Susan nach dem Anruf Malcolms für ihn was empfindet. Tom verlässt Paris nach einem Handgemenge und Susan bleibt bei Malcolm.
In einer zweiten Séance nur mit Madeleine rechnet Frances mit Franklin ab. Anschließend geht Frances durch Pariser Gassen, von Small Frank verfolgt.
Der Film endet mit der Fortsetzung der Rückblende, in der Frances Malcolm aus dem Internat abholt, und ihm erklärt, sich von nun ab mit ihr arrangieren zu müssen.

## Produktion
Der Film basiert auf dem gleichnamigen Roman von Patrick deWitt aus dem Jahr 2018, der diesen auch für den Film adaptierte. „French Exit“, der Titel des Films, als Floskel auch „French Leave“ genannt, ist eine umgangssprachliche Bezeichnung für das Aussteigen aus einer Verlobung oder einer anderen Situation ohne Vorwarnung und ohne Abschied. Regie führte Azazel Jacobs.
Michelle Pfeiffer spielt die Witwe Frances Price, Lucas Hedges ihren Sohn Malcolm Price. Tracy Letts leiht Small Frank seine Stimme.
Die Dreharbeiten wurden im Oktober 2019 begonnen. Aufnahmen entstanden in Paris und Montreal. Als Kameramann fungierte der zweifach Emmy-nominierte Tobias Datum.

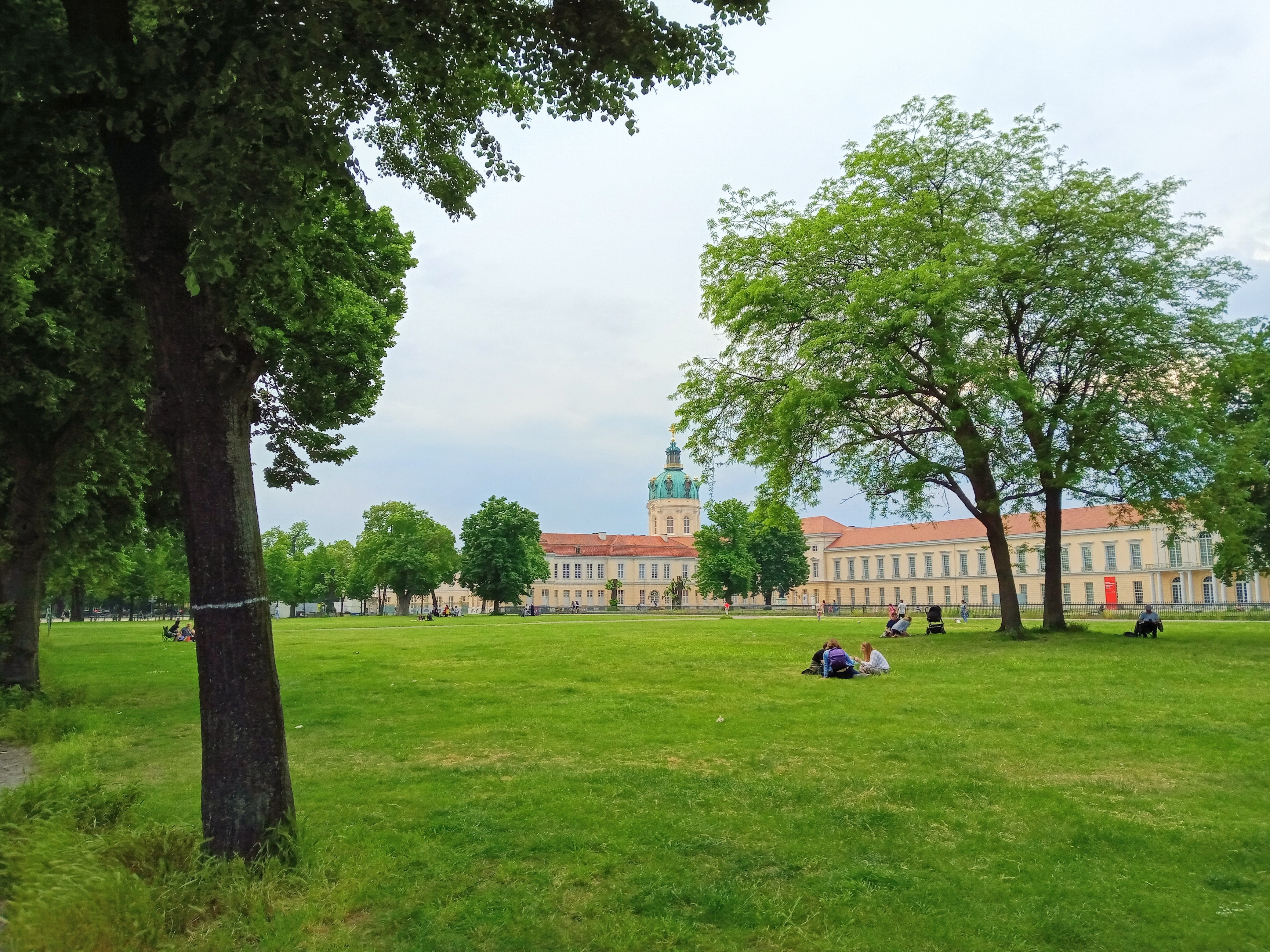
Vorstellungen erfolgten auch im Rahmen des Berlinale Summer Special 2021, so im Freiluftkino am Schloss Charlottenburg

Die Weltpremiere des Films erfolgte am 10. Oktober 2020 im Rahmen des New York Film Festivals, wo French Exit als Abschlussfilm gezeigt wurde. Am 12. Februar 2021 kam er in ausgewählte US-Kinos in Los Angeles und New York City und lief am 2. April 2021 landesweit in den Kinos an. Ab 12. Juni 2021 erfolgten Vorstellungen bei den Internationalen Filmfestspiele Berlin beim Summer Special, das Open Air stattfand.

## Rezeption

### Altersfreigabe
In den USA erhielt der Film von der MPAA ein R-Rating, was einer Freigabe ab 17 Jahren entspricht.

### Auszeichnungen
Artios Awards 2021
- Nominierung in der Kategorie Independent-Film – Komödie[8]

Canadian Screen Awards 2021
- Nominierung für das Beste adaptierte Drehbuch (Patrick deWitt)
- Nominierung als Beste Hauptdarstellerin (Michelle Pfeiffer)
- Nominierung für die Besten visuellen Effekte
- Nominierung für die Besten Frisuren (France Latreille & Carol Hemming)[9]

Golden Globe Awards 2021
- Nominierung als Beste Hauptdarstellerin – Komödie oder Musical (Michelle Pfeiffer)[10]

Independent Spirit Awards 2021
- Nominierung als Beste Nebendarstellerin (Valerie Mahaffey)[11]

Satellite Awards 2020
- Nominierung als Beste Hauptdarstellerin – Komödie oder Musical (Michelle Pfeiffer)